# Drill and bass
Genres dérivés
Breakcore
La drill and bass, aussi stylisé drill 'n' bass, aussi appelé fungle et spunk jazz, est un genre de musique électronique qui a émergé de la scène drum and bass au milieu des années 1990. Des artistes tels que Luke Vibert, Squarepusher, et le plus connu, Aphex Twin ont créé ce genre en 1995.

## Histoire
Les premières sorties (1995) de drill and bass se font avec Hangable Auto Bulb, une série de deux EP par Aphex Twin (sous son alias AFX),, Conumber E:P (en) (Squarepusher), et Plug, une série d'EP par Luke Vibert (sous son alias Plug),.
En 1998 et 1999, Aphex Twin sort ses singles Come to Daddy et Windowlicker, tous deux dans le style drill and bass, qui rencontrent un succès commercial d'envergure mondiale. Depuis 1999, la popularité du genre a toutefois décliné : de nouveaux artistes produisant une drum and bass complexe, tels que Venetian Snares, Line 47 ou Doormouse, se reconnaissent sous le terme de breakcore.

## Caractéristiques
Le son drill and bass se caractérise par la programmation extrêmement complexe et rapide d'une boîte à rythmes, souvent basée sur le sample du fameux Amen break. Le niveau de complexité atteint et l'attention accordée aux détails à la mesure près a établi une distance entre la drill and bass et la mentalité tournée vers le dancefloor qu'on trouve dans la drum and bass des débuts.

## Sorties notables
- Feed Me Weird Things (Squarepusher)[2]
- Hard Normal Daddy (Squarepusher)[3]
- Big Loada (Squarepusher)[3]
- Drum 'n' Bass for Papa (Plug)[2]
- Richard D. James Album (Aphex Twin)[3]
- Lunatic Harness (µ-Ziq)[3]
- Samurai Math Beats (Bogdan Raczynski)[4],[2]